# Mons Aslaksen Somby

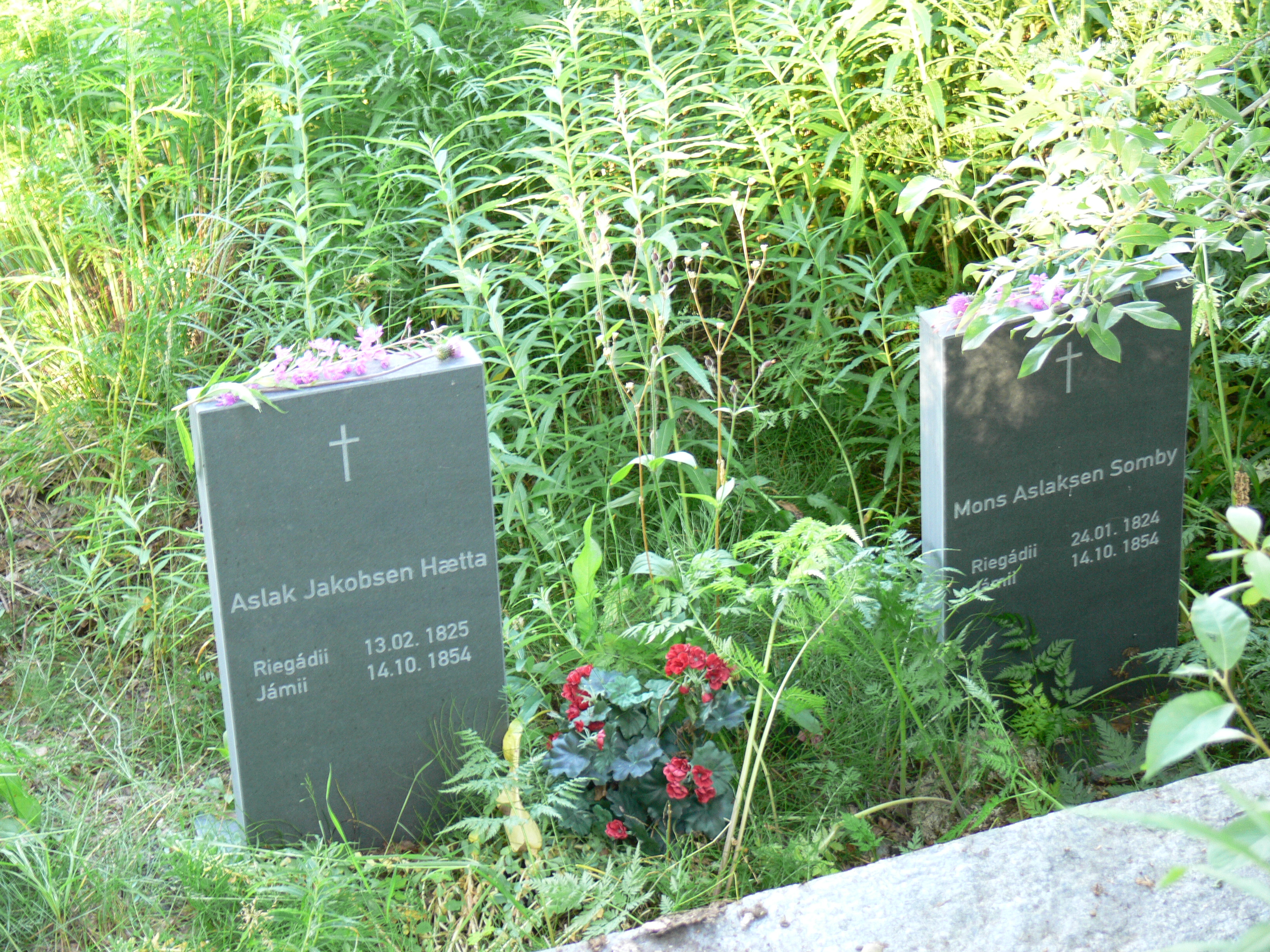
Aslak Jacobsen Hættas och Mons Aslaksen Sombys gravplatser i Kåfjord

Mons Aslaksen Somby, född den 13 februari 1825 i Kautokeino, död den 14 oktober 1854 i Alta, var en av de fem samer som dömdes till döden efter Kautokeinoupproret och en av de två som faktiskt avrättades. Den andre var Aslak Jacobsen Hætta. Somby var renskötare och gift med Inger Johannesdatter Hætta.
Mons Somby betraktades som en av ledarna för upproret, som ägde rum den 8 november 1852. I domen förklarades han skyldig till delaktighet i mord, delaktighet i mordbrand och delaktighet i rån. Enligt domen hade Mons Somby varit mycket aktiv i att misshandla länsman Lars Johan Bucht med en gärdsgårdsstör. I samband med detta dödades Bucht av Aslak Jacobsen Hætta. Mons Somby ansågs också ha varit en av dem som utdelat dödande slag mot huvudet på handelsmannen Carl Johan Ruth.
Eftersom Mons Somby ansågs vara den som tillsammans med Aslak Jacobsen Hætta bar det största ansvaret för händelserna dömdes han till döden. Målet togs upp i norska Högsta Domstolen, som avkunnade sin dom den 14 februari 1854. Domstolen fann inga skäl att benåda Mons Somby. Den 14 oktober 1854, samma dag som avrättningen skulle verkställas, träffade prosten Jacob Wetlesen Mons Aslaksen Somby och Aslak Jacobsen Hætta för ett samtal i Alta, där de hölls i förvar. Prästen fann att de dömda inte var helt övertygade om att de faktiskt skulle bli avrättade, varför han tog dit skarprättaren som fick visa upp sin yxa. Prästen förklarade att detta var den yxa som de skulle avrättas med. Mons Somby svarade då att ingen hade rätt och makt därtill. Han sade också att Guds ande hade sagt åt honom att han skulle dräpa de orättfärdiga. Några timmar senare avrättades Mons Somby och Aslak Hætta genom halshuggning.
Mons Sombys och Aslak Hættas kroppar begravdes på kyrkogården i Kåfjord, men de avhuggna skallarna fördes till Anatomiska institutet vid Oslo universitet. På 1970-talet framfördes krav om att skallarna skulle återföras och begravas. De ansvariga på universitetet ställde sig länge negativa till detta, men 1997 begravdes båda skallarna vid Kåfjords kyrka. Paul-Anders Simmas film Ge oss våra skelett handlar om denna sak.